# Сас Йосип Миколайович
Йо́сип Микола́йович Сас (1900, містечко Шарготаліян, Австро-Угорщина, тепер Республіка Угорщина — ?) — український радянський діяч, майстер видобутку нафти Бориславського 8-го нафтопромислу об'єднання «Укрнафта» Дрогобицької області. Депутат Верховної Ради УРСР 2-го скликання.

## Життєпис
Народився в родині робітника вугільної шахти. У 1906 році родина переїхала до міста Борислава. З чотирнадцятилітнього віку працював чорноробом, шахтарем у бориславській озокеритовій шахті, набув інвалідність.
З 1921 року був сторожем, кочегаром та робітником на нафтовому промислі в Бориславі.
Після німецько-радянської війни брав активну участь у відбудові нафтових промислів. Спочатку працював помічником оператора, оператором шостої бригади Бориславського 8-го нафтопромислу Дрогобицької області. Був обраний головою цехового комітету профспілки, висунутий на роботу помічника майстра.
З 1945 року працював майстром видобутку нафти восьмої бригади Бориславського 8-го нафтопромислу об'єднання «Укрнафта» Дрогобицької області. Використовував нові методи праці і перевиконував план видобутку нафти. Підготував багато молодих спеціалістів нафтовидобутку.

## Нагороди
- орден Трудового Червоного Прапора (23.01.1948)
- ордени
- медалі